# Petra Naranđa
Petra Naranđa est une karatéka croate connue pour avoir remporté le titre de championne d'Europe en kumite individuel féminin moins de 60 kilos aux championnats d'Europe de karaté 2005 à Tenerife, en Espagne.

## Résultats
| Résultat      | Date           | Épreuve                   | Catégorie | Compétition                                  | Ville hôte                             |
| ------------- | -------------- | ------------------------- | --------- | -------------------------------------------- | -------------------------------------- |
| [ 1 ]         | Mai 2003       | Kumite individuel - 60 kg | Seniors   | Championnats d'Europe 2003                   | Brême, en Allemagne                    |
| médaille d'or | Octobre 2003   | Kumite individuel - 60 kg | Juniors   | Championnats du monde juniors et cadets 2003 | Marseille, en France                   |
| [ 3 ]         | Février 2005   | Kumite individuel - 60 kg | Juniors   | Championnats d'Europe juniors et cadets 2005 | Thessalonique, en Grèce                |
| médaille d'or | Mai 2005       | Kumite individuel - 60 kg | Seniors   | Championnats d'Europe 2005                   | San Cristóbal de La Laguna, en Espagne |
| [ 5 ]         | Novembre] 2005 | Kumite individuel - 60 kg | Juniors   | Championnats du monde juniors et cadets 2005 | Limassol, à Chypre                     |
| 5e place      | Mai 2007       | Kumite individuel - 60 kg | Seniors   | Championnats d'Europe 2007                   | Bratislava, en Slovaquie               |